# Orrhodops occidentalis
Orrhodops occidentalis là một loài ruồi trong họ Asilidae. Orrhodops occidentalis được Williston miêu tả năm 1901. Loài này phân bố ở vùng Tân nhiệt đới.